# Danske Kirkers Råd
Danske Kirkers Råd er en økumenisk organisation. Rådet har til formål at styrke fællesskabet mellem kirkerne i Danmark og sikre trossamfunds vilkår.

## Historie og formål
Rådet blev stiftet 1. juli 2004 ved en sammenlægning mellem Det økumeniske Fællesråd og Danske Kirkers Samråd. Rådet er det bredeste kirkelige samarbejde nogensinde i Danmark. Hvert kirkesamfund udpeger to medlemmer til rådsmødet, der er øverste organ.
Danske Kirkers Råds formål er (fra formålsparagraffen),
- at være mødested for kristne kirkers samtale og samarbejde om forkyndelse, diakoni og mission.
- at tage initiativ til studier og projekter, som anses for betydningsfulde for samarbejdet og fællesskabet kirkerne imellem.
- at arbejde for at sikre kristne kirkers og trossamfunds frihed og lige vilkår.
- at at fremme kontakt og samarbejde mellem nationalt og internationalt kirkeliv samt at formidle og inspirere til samarbejde mellem menigheder i Danmark og udlandet.

## Medlemskirker
- Folkekirken (Den danske Folkekirkes mellemkirkelige Råd)
- Anglikansk Kirke (britiske protestanter)
- Apostolsk Kirke
- Baptistkirken
- Det Danske Missionsforbund
- Herrnhutiske Brødremenighed
- Koptisk-Ortodoks Kirke
- Frelsens Hær
- International Church of Copenhagen
- Metodistkirken
- Pinsekirken i København
- Reformerte kirke
- Romersk-katolske kirke
- Svensk Gustafskyrka i København

## Mellemkirkeligt Arbejdsforum
Under Danske Kirkers Råd er oprettet "Mellemkirkeligt Arbejdsforum, hvor både kirker og ca. 30 økumenisk engagerede kirkelige organisationer samarbejder om konkrete projekter.

## Ekstern henvisning
- Danske kirkers råds netsted